# Sengoku Basara: Judge End
Sengoku Basara: Judge End (戦国BASARA Judge End?) è una serie televisiva anime ispirata alla serie di videogiochi omonima della CAPCOM. La trama segue le vicende del capitolo videoludico Sengoku Basara: Samurai Heroes. Come nel film Sengoku Basara: The Last Party il perno della vicenda è la battaglia di Sekigahara ma, a differenza dell'anime precedente, Sengoku Basara, l'animazione è stata affidata a TMS Entertainment invece che a Production I.G.
Inoltre per la serie è stato creato il personaggio originale di Sakai Tadatsugu, generale al servizio di Ieyasu doppiato da Takanori Nishikawa.

## Trama
Quando Toyotomi sta per ottenere la supremazia su tutto il Sol Levante, il suo subordinato Ieyasu si leva contro di lui e, invocando la pace raggiungibile solo attraverso legami di fiducia tra i signori feudali, lo uccide. Tornato dal proprio signore dopo aver sconfitto ed umiliato in duello Masamune, il fedele Ishida scopre il delitto e, incapace di condividere la visione del fiducioso compagno d'armi,  gli giura eterna vendetta.
E mentre i due ex-seguaci di Toyotomi si preparano a muoversi guerra l'un l'altro cercando l'appoggio di quanti più possibili alleati, il lanciere Yukimura deve affrontare la sua più grande sfida: caduto in un profondo stato di incoscienza il suo mentore e guida Takeda Shingen, ora tocca al giovane guidare la fazione verso la guerra e l'alleanza più redditizia. Nello stesso tempo anche Masamune deve fare i conti con se stesso ed accettare la sconfitta subita da Ishida, fatto che lo ossessiona e che porta lui e il suo esercito nel più profondo caos.
Più volte i signori della guerra si alleano e si combattono finché non si raggiunge lo scontro decisivo alla piana di Sekigahara. Lì tra le due fazioni che riuniscono Est ed Ovest, Ieyasu e Ishida, appare inaspettatamente la sorella del re demoniaco Nobunaga, Oichi, che viene usata come involucro umano per far resuscitare il defunto fratello grazie al non-morto ex-luogotenente Mitsuhide. La rinascita del malvagio Nobunaga viene tuttavia vanificata dall'azione congiunta di Yukimura, Masamune, Maeda Keiji e la mercenaria Saika.
A concludere lo scontro alla piana è il duello fra i due rivali e nemici: Ishida e Ieyasu. Dopo una lotta feroce entrambi perdono i sensi. 
Mesi dopo, nello stesso luogo, gli eserciti si riuniscono e la battaglia ha di nuovo inizio, con uno spirito diverso.

## Episodi
| Nº | Titolo italiano Giapponese 「Kanji」 - Rōmaji | In onda           | In onda |
| Nº | Titolo italiano Giapponese 「Kanji」 - Rōmaji | Giapponese        |         |
| 1  | Frattura 「決別」 - Ketsubetsu                | 5 luglio 2014     |         |
| 2  | Caos 「乱世」 - Ranse                         | 12 luglio 2014    |         |
| 3  | Alleanza 「同盟」 - Dōmei                     | 19 luglio 2014    |         |
| 4  | Smarrito 「迷走」 - Meisō                     | 27 luglio 2014    |         |
| 5  | Sconfitta 「敗北」 - Haiboku                  | 2 agosto 2014     |         |
| 6  | Dichiarazioni 「宣言」 - Sengen               | 9 agosto 2014     |         |
| 7  | Oscurità 「闇黒」 - Ankoku                    | 16 agosto 2014    |         |
| 8  | Promessa 「約束」 - Yakusoku                  | 23 agosto 2014    |         |
| 9  | Sekigahara 「関ヶ原」 - Sekigahara            | 6 settembre 2014  |         |
| 10 | Combattimento mortale 「死闘」 - Shitō        | 13 settembre 2014 |         |
| 11 | Sentenza 「審判」 - Shinpan                   | 20 settembre 2014 |         |
| 12 | Guida 「標」 - Shirube                        | 27 settembre 2014 |         |